# Maaslinie
| Ein Zug nahe Holthees in der Gemeinde Boxmeer |                                    |                                                    |                                                    |
| |                                    |                                                    |                                                    |
| Streckenlänge: | 61 km                              |                                                    |                                                    |
| Spurweite: | 1435 mm (Normalspur)               |                                                    |                                                    |
| Streckengeschwindigkeit: | 125 km/h                           |                                                    |                                                    |
| |                                    |                                                    |                                                    |
| Provinzen: | Gelderland, Limburg, Noord-Brabant |                                                    |                                                    |
| Verlauf |                                    |                                                    |                                                    |
| \| \| \| Strecke von Arnhem \| \| \| \| 17 \| Nijmegen \| Nijmegen \| \| \| \| Strecke nach Tilburg \| \| \| \| 19 \| Nijmegen Heyendaal \| Nijmegen Heyendaal \| \| \| \| ehem. Strecke nach Kleve \| \| \| \| 26 \| Mook-Molenhoek \| Mook-Molenhoek \| \| \| 27 \| Heumen \| Heumen \| \| \| 27 \| Mook-Middelaar \| Mook-Middelaar \| \| \| 28 \| Linden-Katwijk \| Linden-Katwijk \| \| \| \| Maas \| \| \| \| 31 \| Cuijk \| Cuijk \| \| \| 36 \| Kruispunt Beugen \| Kruispunt Beugen \| \| \| \| ehem. Strecke Boxtel–Büderich \| \| \| \| 39 \| Beugen-Rijkevoort \| Beugen-Rijkevoort \| \| \| 41 \| Boxmeer \| Boxmeer \| \| \| 44 \| Sambeek \| Sambeek \| \| \| 45 \| Vortum \| Vortum \| \| \| 49 \| Vierlingsbeek \| Vierlingsbeek \| \| \| 51 \| Maashees-Smakt \| Maashees-Smakt \| \| \| 56 \| Venray \| Venray \| \| \| 60 \| Oirlo-Castenraij \| Oirlo-Castenraij \| \| \| 63 \| Meerlo-Tienraij \| Meerlo-Tienraij \| \| \| 69 \| Lottum \| Lottum \| \| \| 71 \| Grubbenvorst \| Grubbenvorst \| \| \| \| Strecke nach Eindhoven \| \| \| \| 77 \| Blerick \| Blerick \| \| \| \| Maas \| \| \| \| \| ehem. Strecke nach Büderich \| \| \| \| 78 \| Venlo \| Venlo \| \| \| \| Strecke nach Roermond \| \| \| \| \| \| \| \| \| \| Strecke nach Viersen und ehem. Strecke nach Kempen \| \| |                                    |                                                    |                                                    |
| Strecke |                                    | Strecke von Arnhem                                 | Strecke von Arnhem                                 |
| Bahnhof | 17                                 | Nijmegen                                           | Nijmegen                                           |
| Abzweig geradeaus und nach rechts |                                    | Strecke nach Tilburg                               | Strecke nach Tilburg                               |
| Bahnhof | 19                                 | Nijmegen Heyendaal                                 | Nijmegen Heyendaal                                 |
| Abzweig geradeaus und ehemals nach links |                                    | ehem. Strecke nach Kleve                           | ehem. Strecke nach Kleve                           |
| Bahnhof | 26                                 | Mook-Molenhoek                                     | Mook-Molenhoek                                     |
| ehemaliger Haltepunkt / Haltestelle | 27                                 | Heumen                                             | Heumen                                             |
| ehemaliger Haltepunkt / Haltestelle | 27                                 | Mook-Middelaar                                     | Mook-Middelaar                                     |
| ehemaliger Haltepunkt / Haltestelle | 28                                 | Linden-Katwijk                                     | Linden-Katwijk                                     |
| Brücke über Wasserlauf |                                    | Maas                                               | Maas                                               |
| Bahnhof | 31                                 | Cuijk                                              | Cuijk                                              |
| ehemaliger Haltepunkt / Haltestelle | 36                                 | Kruispunt Beugen                                   | Kruispunt Beugen                                   |
| Kreuzung geradeaus unten (Querstrecke außer Betrieb) |                                    | ehem. Strecke Boxtel–Büderich                      | ehem. Strecke Boxtel–Büderich                      |
| ehemaliger Haltepunkt / Haltestelle | 39                                 | Beugen-Rijkevoort                                  | Beugen-Rijkevoort                                  |
| Bahnhof | 41                                 | Boxmeer                                            | Boxmeer                                            |
| ehemaliger Haltepunkt / Haltestelle | 44                                 | Sambeek                                            | Sambeek                                            |
| ehemaliger Haltepunkt / Haltestelle | 45                                 | Vortum                                             | Vortum                                             |
| Bahnhof | 49                                 | Vierlingsbeek                                      | Vierlingsbeek                                      |
| ehemaliger Haltepunkt / Haltestelle | 51                                 | Maashees-Smakt                                     | Maashees-Smakt                                     |
| Bahnhof | 56                                 | Venray                                             | Venray                                             |
| ehemaliger Haltepunkt / Haltestelle | 60                                 | Oirlo-Castenraij                                   | Oirlo-Castenraij                                   |
| ehemaliger Bahnhof | 63                                 | Meerlo-Tienraij                                    | Meerlo-Tienraij                                    |
| ehemaliger Bahnhof | 69                                 | Lottum                                             | Lottum                                             |
| ehemaliger Haltepunkt / Haltestelle | 71                                 | Grubbenvorst                                       | Grubbenvorst                                       |
| Abzweig geradeaus und von rechts |                                    | Strecke nach Eindhoven                             | Strecke nach Eindhoven                             |
| Bahnhof | 77                                 | Blerick                                            | Blerick                                            |
| Brücke über Wasserlauf |                                    | Maas                                               | Maas                                               |
| Abzweig geradeaus und ehemals von links |                                    | ehem. Strecke nach Büderich                        | ehem. Strecke nach Büderich                        |
| Bahnhof | 78                                 | Venlo                                              | Venlo                                              |
| Abzweig geradeaus und nach rechts |                                    | Strecke nach Roermond                              | Strecke nach Roermond                              |
| |                                    |                                                    |                                                    |
| Strecke |                                    | Strecke nach Viersen und ehem. Strecke nach Kempen | Strecke nach Viersen und ehem. Strecke nach Kempen |

Die Maaslinie (niederländisch Maaslijn; alternativ Heilige Lijn) ist eine größtenteils eingleisige, nicht elektrifizierte Eisenbahnstrecke von Nijmegen nach Venlo. Bei Blerick zweigt die Strecke nach Eindhoven ab. Auf dem Abschnitt von Mook-Middelaar bis Blerick ist die Strecke eingleisig und von Nijmegen bis Mook-Molenhoek und von Blerick bis Venlo zweigleisig. Unter dem Namen Maaslinie wird manchmal auch die Zugverbindung Nijmegen–Venlo–Roermond verstanden.

## Geschichte
Der Bau der Strecke wurde per Gesetz vom 10. November 1875 beschlossen und im Auftrag des niederländischen Staates durchgeführt. Am 1. Juni 1883 fand die Inbetriebnahme der Strecke statt. Der Betrieb der Maaslinie wurde von den Staatsspoorwegen bewerkstelligt. Um Zugkreuzungen zu ermöglichen, wurden alle sechs Kilometer Bahnhöfe errichtet. Der Bahndamm und die Pfeiler der Maasbrücke wurden speziell angelegt, um die Voraussetzungen für eine spätere Gleiserweiterung zu schaffen. So wurde zwischen Nijmegen und Mook-Molenhoek ein zusätzliches Gleis im Jahr 1912 gebaut. In den 1920er-Jahren nahm auf der Maaslinie der Steinkohletransport mit Güterzügen in den Norden der Niederlande und nach Twente zu, obwohl bereits 1913 die neue Bahnstrecke Eindhoven–Weert eröffnet worden war. Auch weiterhin verkehrten auf der Strecke Fernverkehrszüge von Amsterdam über Amersfoort nach Südlimburg, Deutschland und Belgien. Pläne der Nederlandse Spoorwegen sahen die Elektrifizierung der Maaslinie für das Jahr 1951 vor, was jedoch nicht geschah. Zum Ende der 1980er-Jahre wurde die Strecke Bestandteil des Projektes Rail 21. In diesem Zusammenhang sollte die Strecke elektrifiziert und über die gesamte Länge erweitert werden. Wie viele andere Pläne des Projektes wurden auch die der Maaslinie nicht ausgeführt. Bis der Personenverkehr 2006 von Veolia Transport übernommen wurde, hatten auf der Strecke Züge der Nederlandse Spoorwegen verkehrt. Seit 2016 wird die Maaslinie von Arriva mit Regionalzügen bewirtschaftet. Die Streckensicherung erfolgt über das niederländische Zugbeeinflussungssystem ATB Nieuwe Generatie.

## Zukunft
In der Zukunft soll die Maaslinie tiefgreifenden Maßnahmen unterzogen werden. Die Auftraggeber, die Provinzen Gelderland, Limburg und Noord-Brabant sowie das Ministerie van Infrastructuur en Waterstaat, möchte dem zunehmenden Personenverkehr auf der Straße entgegenwirken und die Zuverlässigkeit der Züge verbessern. Im Rahmen dieses Projektes soll die gesamte Bahnstrecke elektrifiziert, ein neuer Bahnhof bei Venlo eröffnet und zusätzliche Gleise angelegt werden. Die Oberleitung soll über eigens errichtete Pfähle und Pfosten verlaufen, die einen Abstand zwischen 60 und 70 Metern zueinander haben sollen. Im Bahnhof Cujik soll das Kreuzungsgleis verlängert werden und zwischen Venray und Tienray ist ein zweigleisiger Ausbau geplant. Des Weiteren sollen vier Gleisbögen auf der Strecke aufgeweitet werden, sodass die Geschwindigkeit der Züge nicht gesenkt werden muss, und 20 Bahnübergänge technisch gesichert werden. Der Bau soll 2022 abgeschlossen sein und Kosten in Höhe von 164 Millionen Euro in Anspruch nehmen. Nach Abschluss der Elektrifizierung sollen anstelle der bisherigen Dieseltriebwagen elektrische Fahrzeuge eingesetzt werden. Geplant war außerdem der Neubau des Bahnhofs Grubbenvorst, der zwischen 1884 und 1935 in Betrieb war. Dieser wird aus finanziellen Gründen jedoch vorerst nicht stattfinden.

## Streckenverbindungen
Auf der Maaslinie verkehren im Jahresfahrplan 2019 folgende Linien:
| Zugtyp             | Linienverlauf                        | Frequenz                                             |
| ------------------ | ------------------------------------ | ---------------------------------------------------- |
| Stoptrein (Arriva) | Nijmegen – Venray – Venlo – Roermond | halbstündlich                                        |
| Stoptrein (Arriva) | Nijmegen – Venray                    | halbstündlich (fährt abends und am Wochenende nicht) |

## Bildergalerie

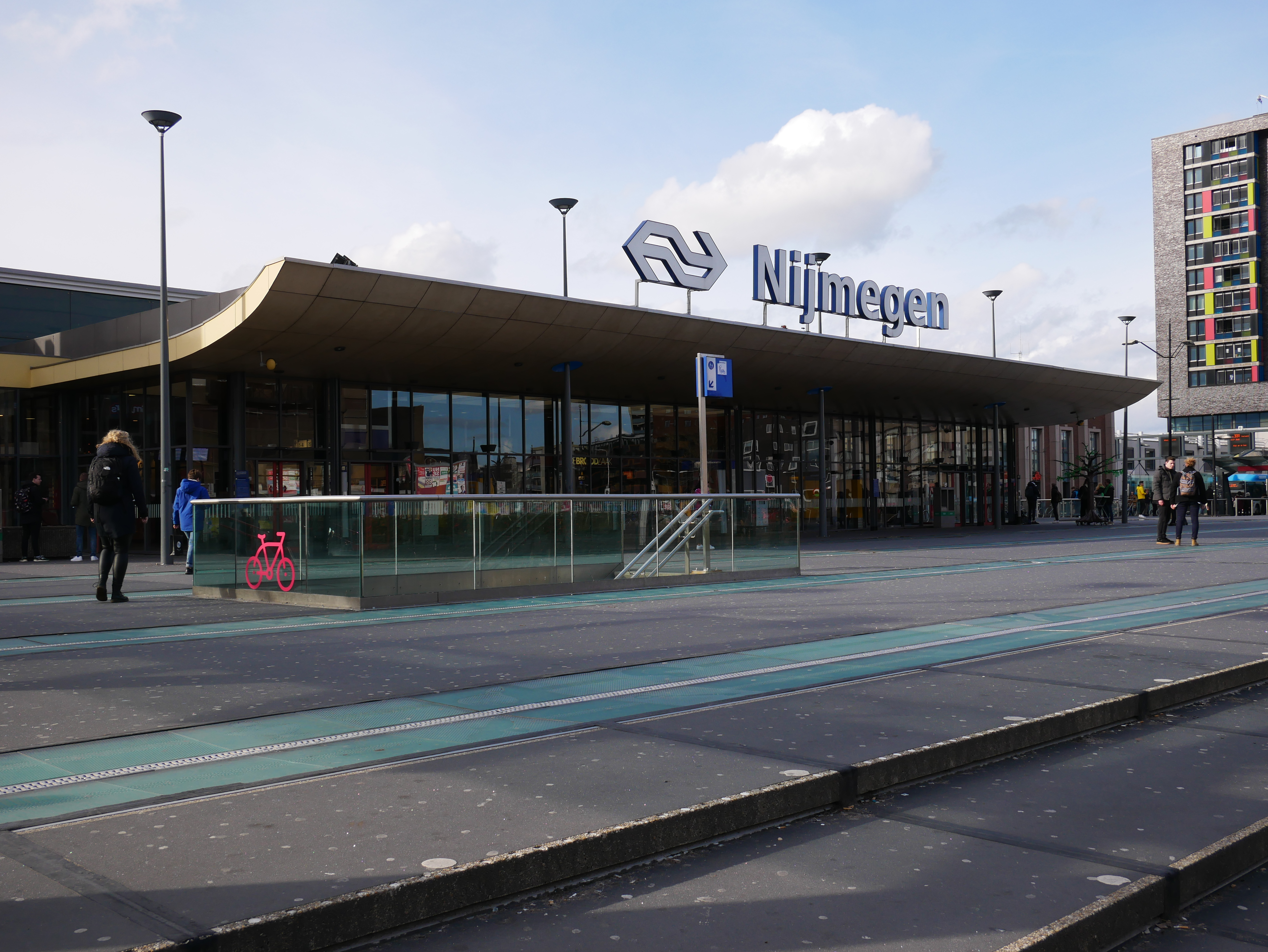
Nijmegen
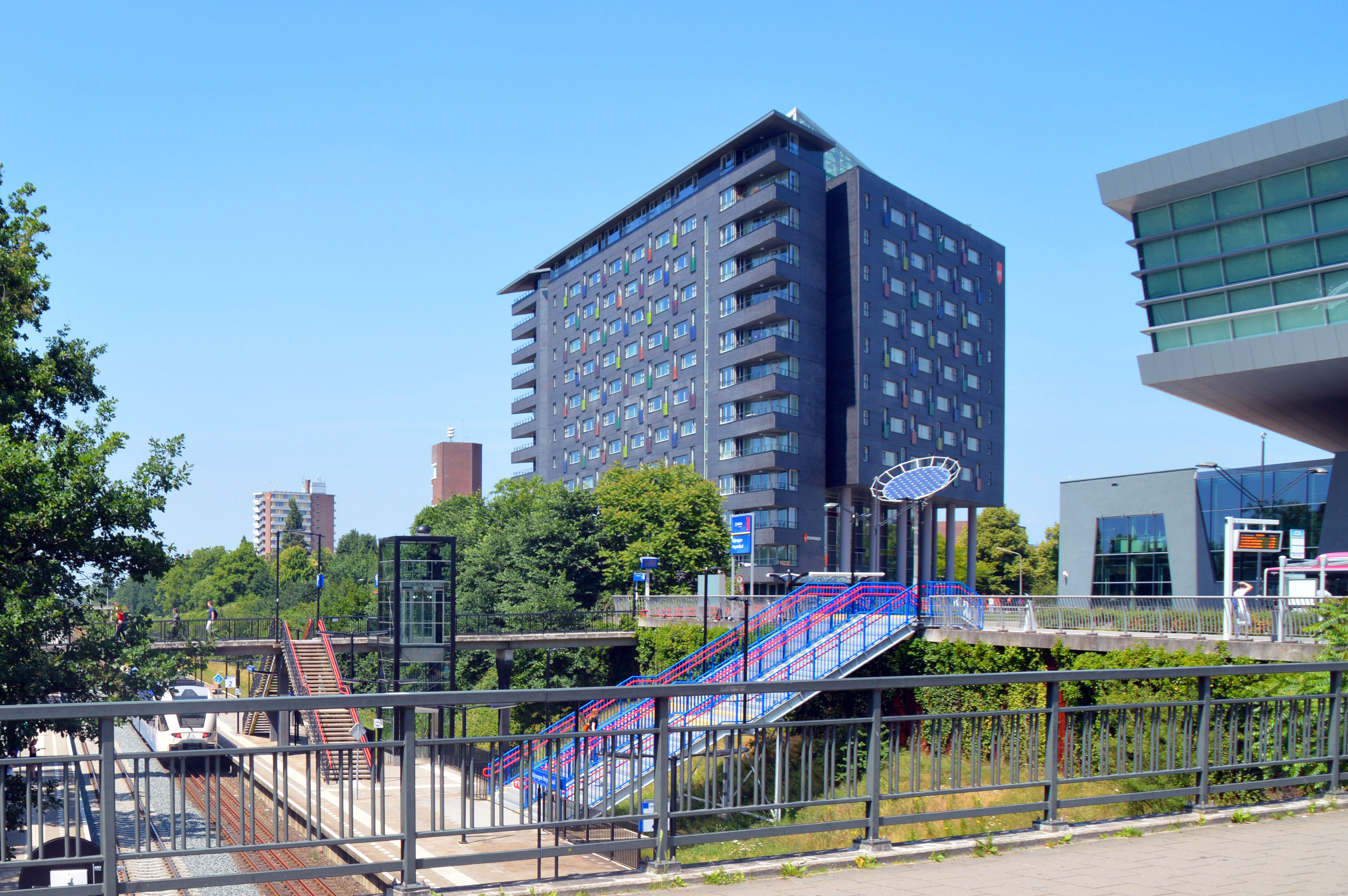
Nijmegen Heyendaal
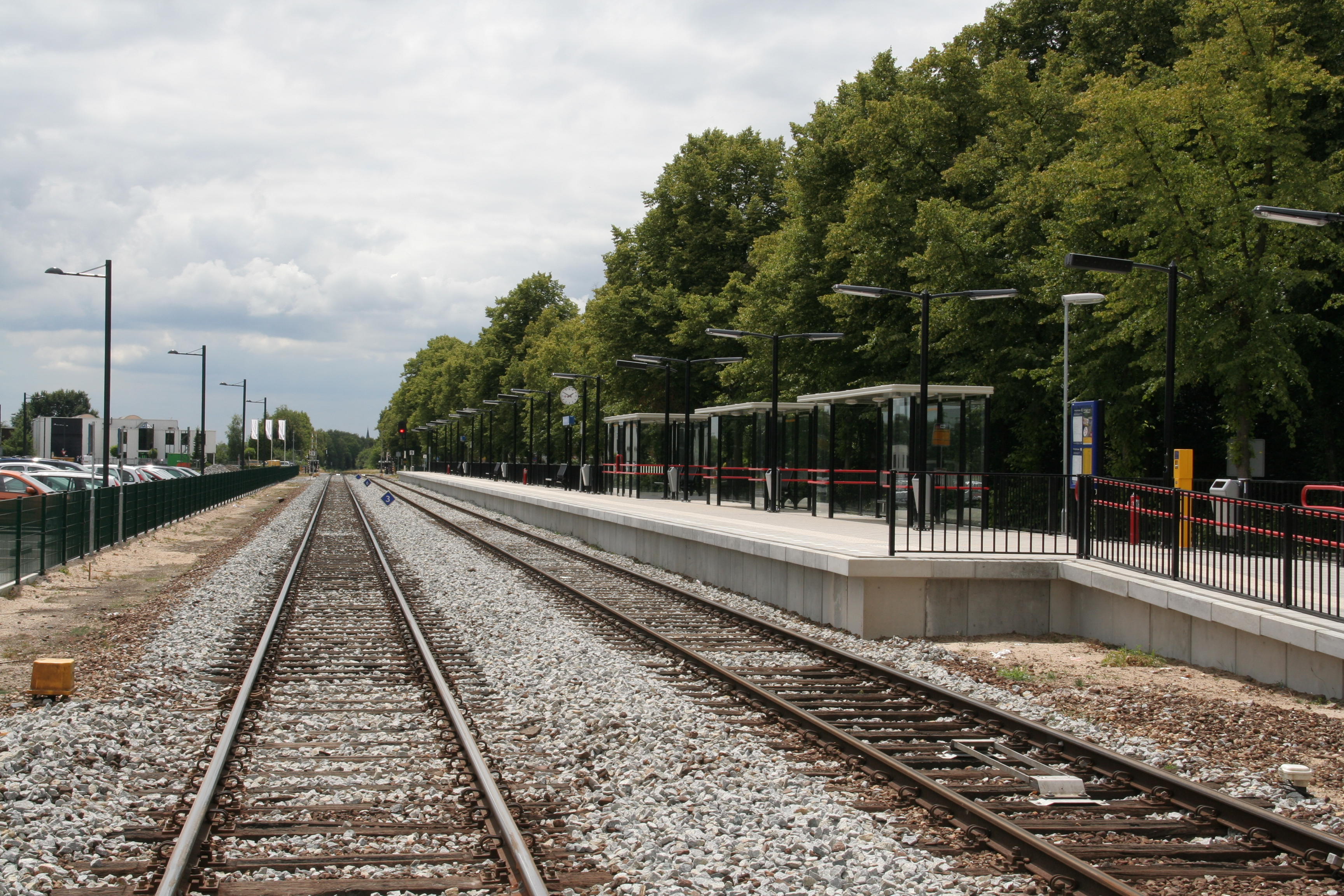
Mook-Molenhoek
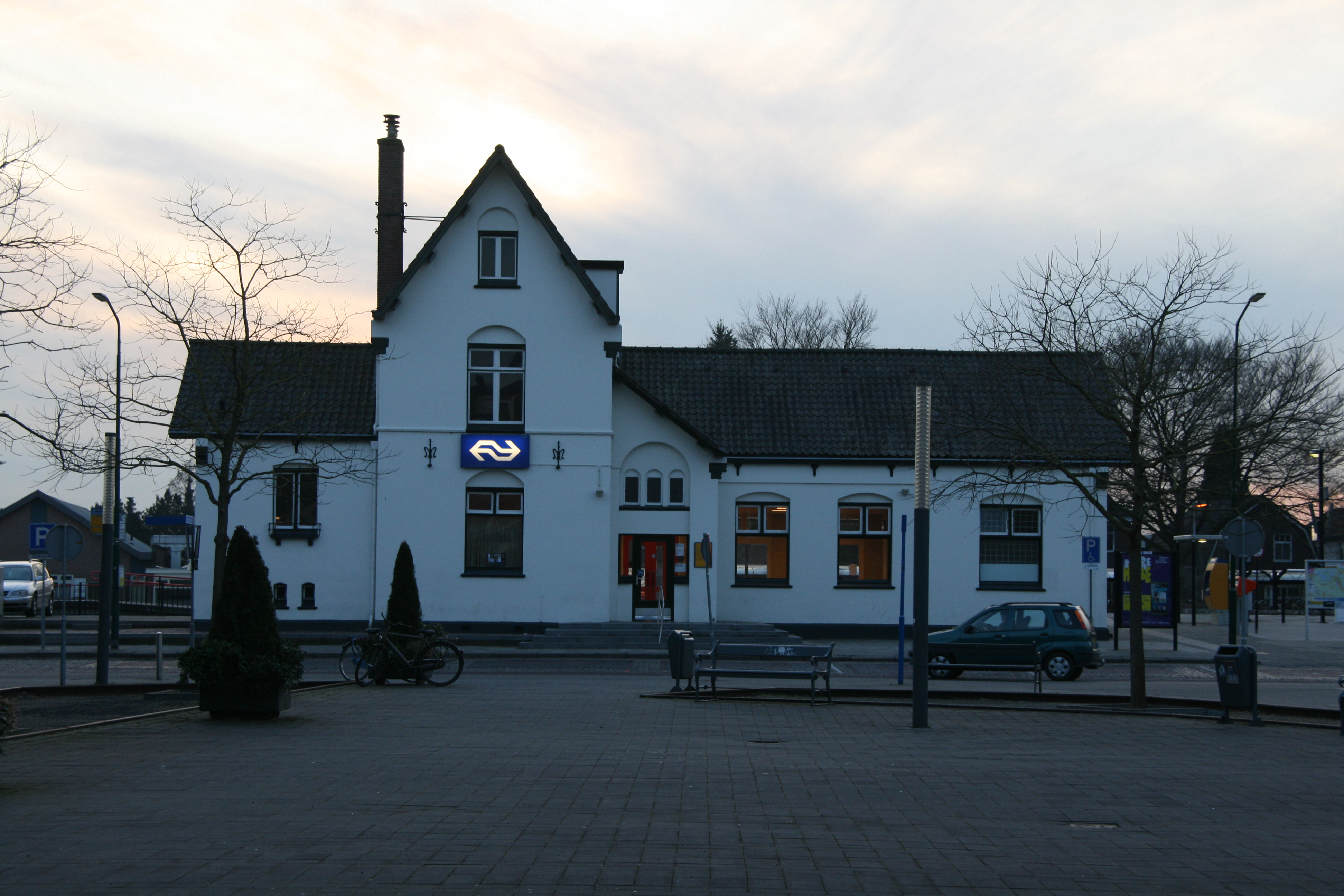
Bahnhof Cuijk
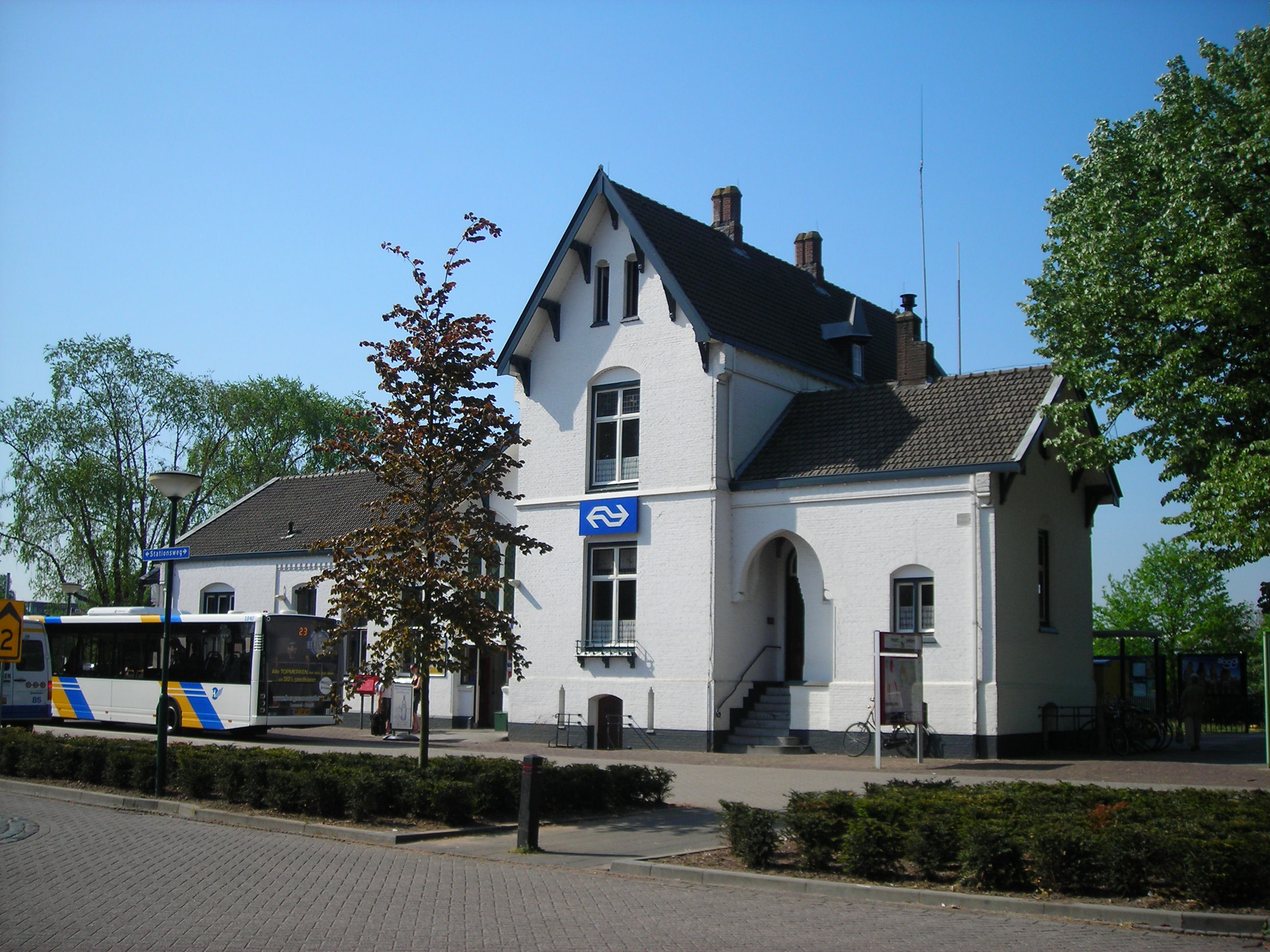
Bahnhof Boxmeer
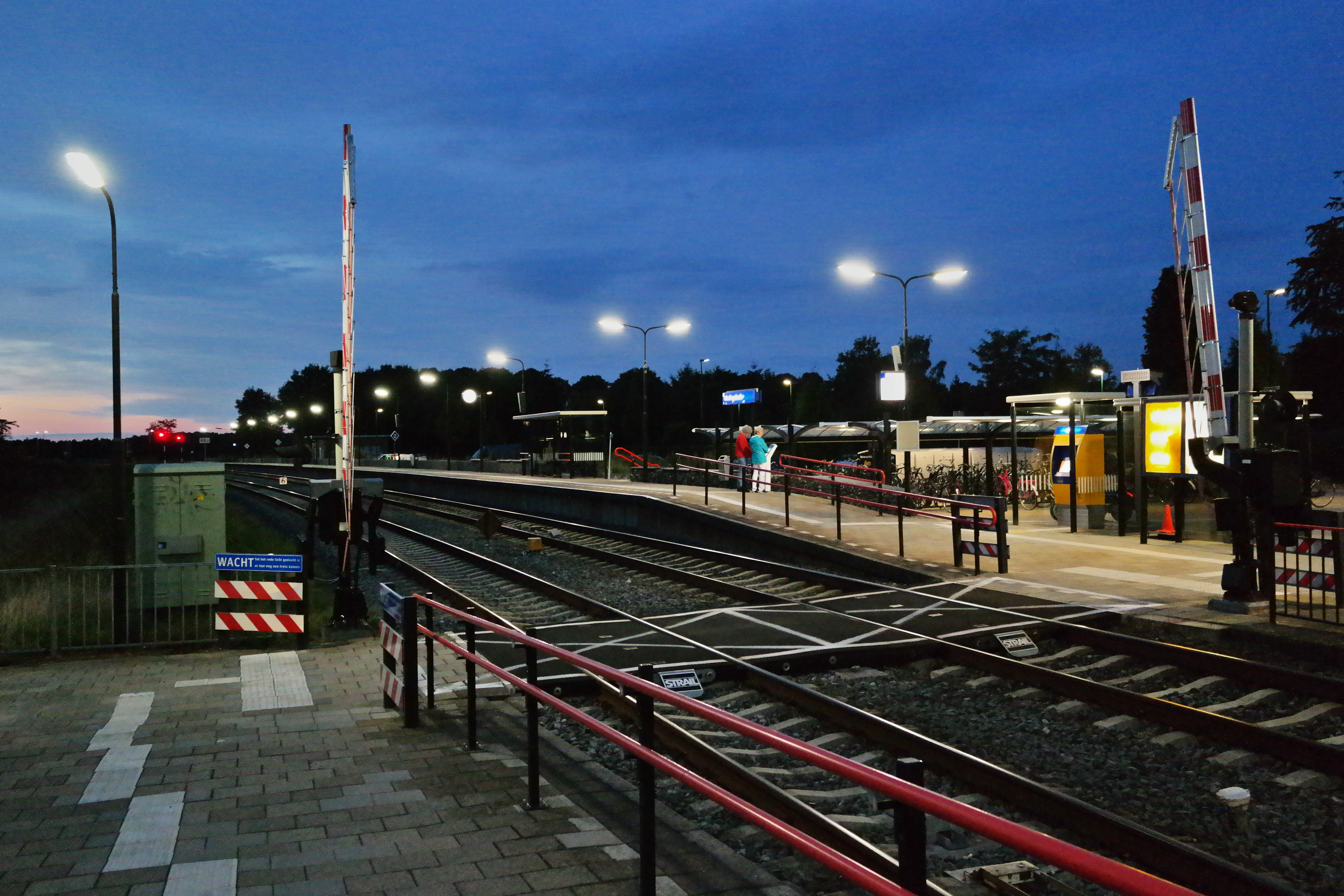
Bahnhof Vierlingsbeek
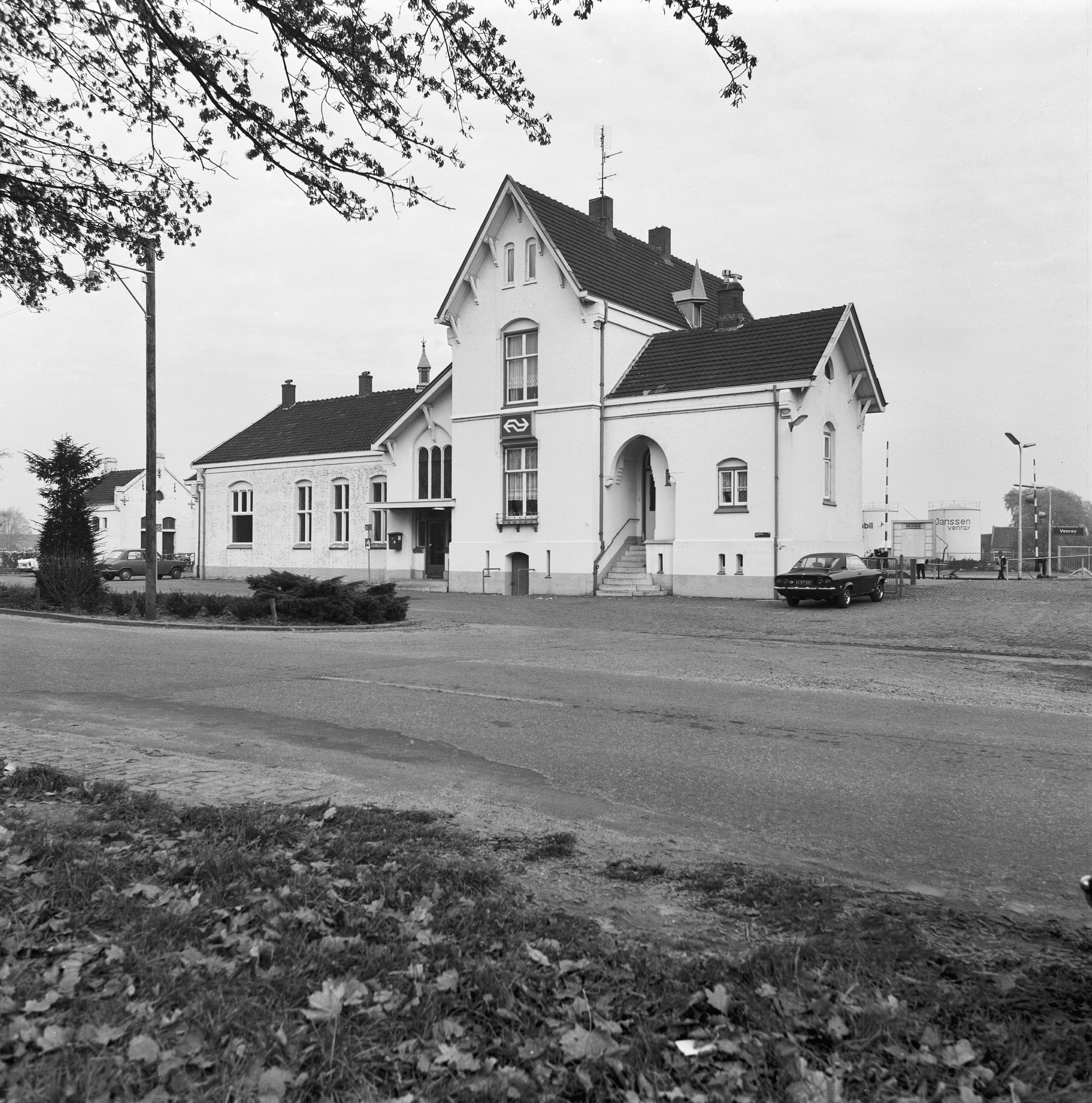
Bahnhof Venray
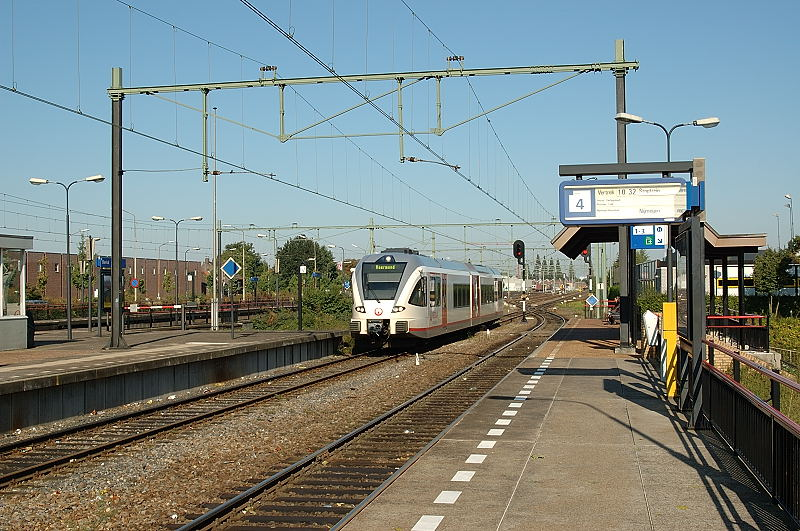
Bahnhof Blerick
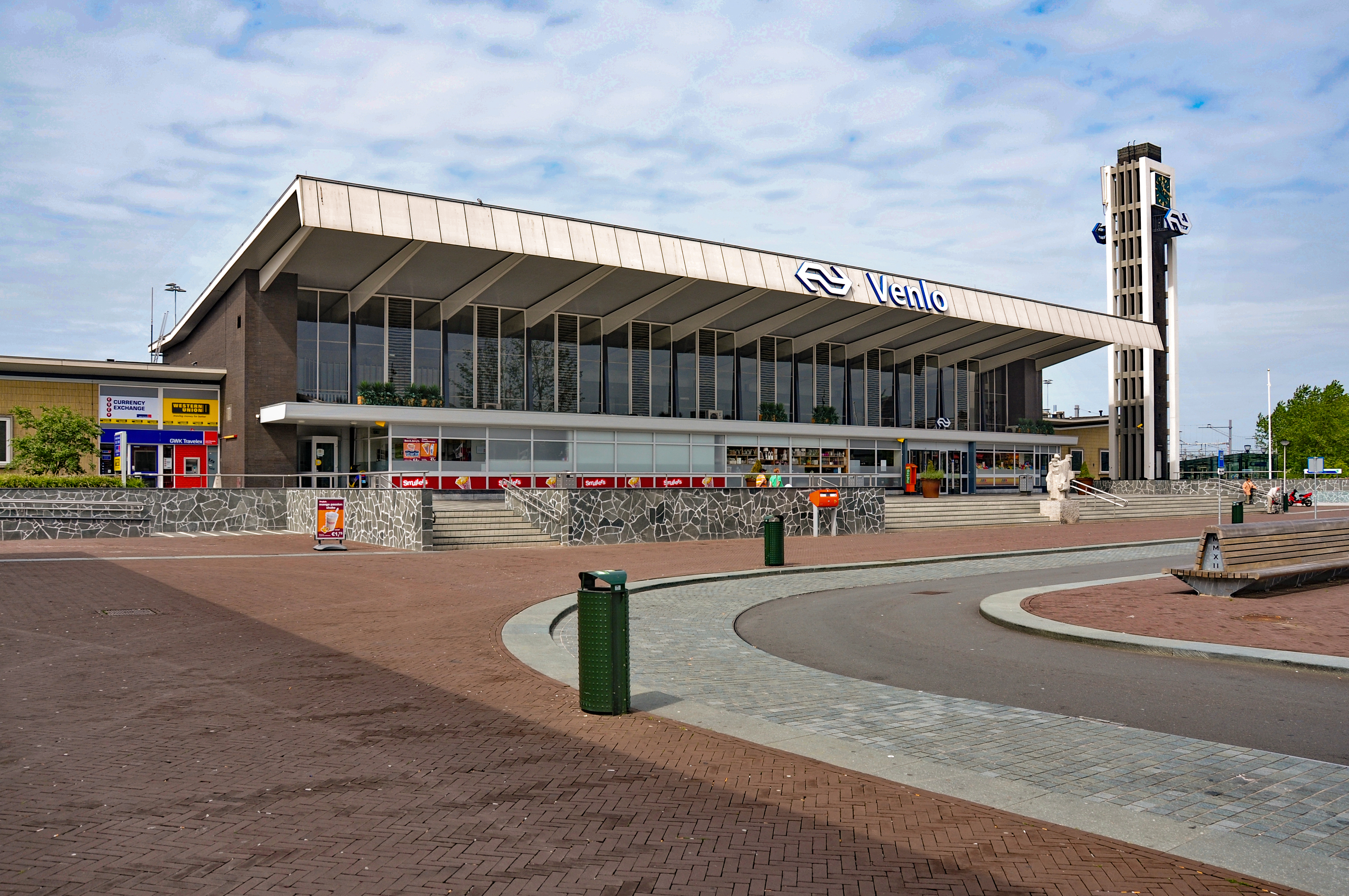
Venlo